# Sculptuur (mollusken)
Sculptuur op de schelp van een weekdier (Mollusca of mollusken) is het patroon en de ornamentatie van ribben (ribbels), knobbels, groeilijnen en andere onderscheidende kenmerken. Sculptuur bevindt zich meestal alleen aan de buitenzijde van de schelp en is van belang bij het onderscheid tussen soorten.
Deze lijst geeft de verklaring van termen die betrekking hebben op de sculptuur van een weekdierschelp.

## Termen
- Axiaal - (In 'axiale sculptuur'), min of meer evenwijdig aan de lengteas van een slakkenhuis; wordt ook wel radiaal of longitudinaal genoemd.
- Chevron - (In: 'chevron sculptuur'; bij tweekleppigen). Een sculptuur van zigzag lijnen die de groeilijnen kruist. Zoals bij Acila cobboldiae. De rugae (zie verderop in deze lijst) kunnen een chevron patroon hebben.
- Concentrisch - bijna rond. Wordt meestal gebruikt om de oppervlaktesculptuur van een schelp te beschrijven. Ook gebruikt bij de beschrijving van een gastropoden operculum.
- Crenulatie - zie gecrenuleerd.
- Gecrenuleerd - gekarteld, van inkepingen voorzien. Sommige tweekleppigen hebben een gecrenuleerde onderrand (zoals bv. het zaagje).
- Dwarsrib - min of meer verticaal verlopende rib.
- Groeilijn(en) - min of meer regelmatige lijntjes op het oppervlak van een schelp, die aangeven hoe deze is gegroeid. Hoewel er erg op gelijkend moeten groeilijnen niet met kleine ribben verward worden.
- Longitudinale sculptuur - zie axiaal
- Knobbel - Een afgerond uitsteeksel in de schelp sculptuur, niet veel hoger dan breed.
- Radiaal - zie radiair. Ook gebruikt bij slakkenhuizen in plaats van axiaal.
- Radiair - (van de top) uitstralend. Wordt meestal gebruikt om de sculptuur van een schelp te beschrjven (radiaire verticale ribben). Ook wel radiaal genoemd. (zoals bij kokkel of sint-jakobsschelp).
- Reticulaat - zie traliewerksculptuur.
- Rib - min of meer regelmatig afgezette verdikkingen aan de buitenzijde van de schelp, meestal radiair uitstralend.
- Rugae - tot op zekere hoogte diagnostische, relatief grove ribbels op het topgedeelte van Unionidae, meestal verlopend in een richting die afwijkt van de richting van de groeilijnen.
- Spiraal sculptuur - groeven, lijnen of ribben op een slakkenhuis, die evenwijdig aan de windingen (horizontaal) als een soort spiraal over de windingen lopen. Spiralen zijn dus elementen die de groeirichting van een slakkenhuis volgen (zoals bij de alikruik).
- Striae - fijne lijntjes, kunnen verdiept of juist uitstekend zijn.
- Traliewerksculptuur - wanneer de structuur aan de buitenzijde van een schelp zowel horizontale als verticale ribbels vertoont die elkaar dus kruisen. Ook wel reticulate sculptuur genoemd.
- Transversale sculptuur - sculptuur parallel aan de rand van de buitenlip van de mondopening (mondrand); 'dwarsliggend'.
- tuberkel - meestal stomp, knopachtig of wratvormig uitstulpsel, uitsteeksel.
- Varices - Het meervoud van varix.
- Varix - een relatief grove radiaalribbel op een slakkenhuis, een overblijfsel van een oude mondrand.